# Andrej Kvašňák
Andrej Kvašňák (Košice, 19 de maio de 1936 - Praga, 18 de abril de 2007) foi um futebolista eslovaco. 

## Carreira
Jogou 47 partidas e marcou 13 gols pela Seleção Tchecoslovaca. Ele foi um dos participantes da Copa do Mundo de 1962, na qual a Thecoslováquia terminou em segundo, ele também participou da Copa do Mundo de 1970.
Ele jogou em outros times da antiga Tchecoslováquia sempre tendo certo destaque, jogava como meia-atacante.

## Morte
Morreu no dia 18 de abril de 2007 em Praga, República Tcheca, de causas naturais aos 70 anos.